# Posta (färöische Post)

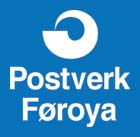
Bis 2009 verwendetes Logo mit Schriftzug

Posta P/f [ˈpɔsta] ist seit 2009 die offizielle Bezeichnung für das Postverk Føroya [ˈpɔstvɛʰʂk ˈfœɹja], der seit 1976 bestehenden Postverwaltung der autonomen Färöer. Sie gehört zu den kleinsten Postverwaltungen der Welt. Im Dezember 2005 wurde die färöische Post unter dem Namen P/F Postverk Føroya in eine öffentlich-rechtliche Aktiengesellschaft (rückwirkend zum 1. Januar 2005) umgewandelt.
Rund 125 Angestellte arbeiten für die färöische Post in 14 Postämtern und -stellen. Neben der Zentrale in Tórshavn gibt es fünf weitere Postämter u. a. in Klaksvík (Nordinseln), Saltangará (Eysturoy), und Tvøroyri (Suðuroy). Die Briefträger von Posta versorgen die etwa 17.000 Haushalte der Färöer mit ihren über 49.000 Einwohnern.

## Geschichte

### Postverk Føroya

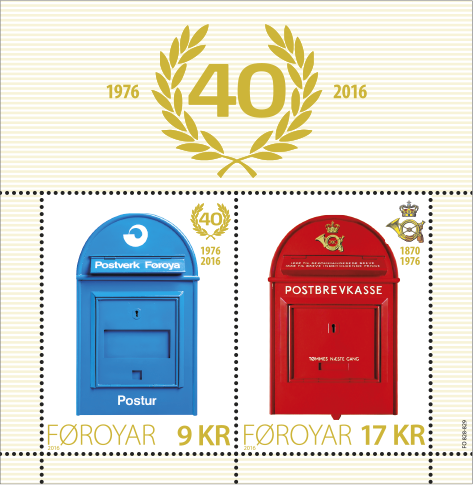
Der blaue färöische Postkasten löste 1976 den roten, dänischen Postkasten ab.

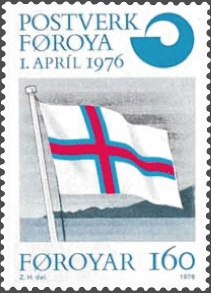
Briefmarke von Zacharias Heinesen zur Gründung des Postverk Føroya 1976

Am 1. April 1976 wurde Postverk Føroya offiziell gegründet und nahm seinen Betrieb auf. Der Postmeister von Tórshavn war Postdirektor einer der kleinsten Postverwaltungen der Welt. Im Wesentlichen gliedert sich die färöische Post in vier Bereiche:
- Briefe, Pakete, Verteilung und Zustellung
- Verwaltung und Postgiro
- Fracht, Transport und Lagerhaltung
- Briefmarken (Philatelistische Abteilung)

Quer dazu gibt es innere Dienste wie die Marketing- oder IT-Abteilung.
Am 1. April 1998 änderte sich der internationale Ländercode von FR zu FO, um eine Verwechslung mit Frankreich auszuschließen.
2002 beschloss das Løgting ein Gesetz zur Vereinheitlichung der Adressen auf den Färöern. Es wurde geplant, jedem färöischen Haushalt einen Zustellcode zu geben. Bisher hatten nur Tórshavn und Klaksvík Straßennamen und Hausnummern. Anfang des 21. Jahrhunderts kamen Sandavágur, Hósvík, Fuglafjørður, Runavík und Vestmanna dazu. Die meisten anderen Adressen bestanden bisher nur aus dem Namen und dem Ort mit seiner dreistelligen Postleitzahl.

### Posta
2005 schließlich erfolgte die Umwandlung in eine Aktiengesellschaft öffentlichen Rechts. Für Anfang 2006 sollen die Angestellten entscheiden, ob und wie sie im bisher dreiköpfigen Vorstand des neuen P/F Postverk Føroya vertreten sein wollen. Gleichzeitig wurden für das Personal im Schalterdienst neue modische Dienstuniformen eingeführt.
Im Gesetz, das die Umwandlung betrag, wurde beschlossen, einige Postämter nur bis Ende 2010 zu betreiben. Im Hinblick auf die technologische Entwicklung enthielt das Gesetz den Passus, dass Ende 2010 nur noch 21 Postämter existieren sollten, sowie, dass 2011 nur noch elf Postämter nötig wären.

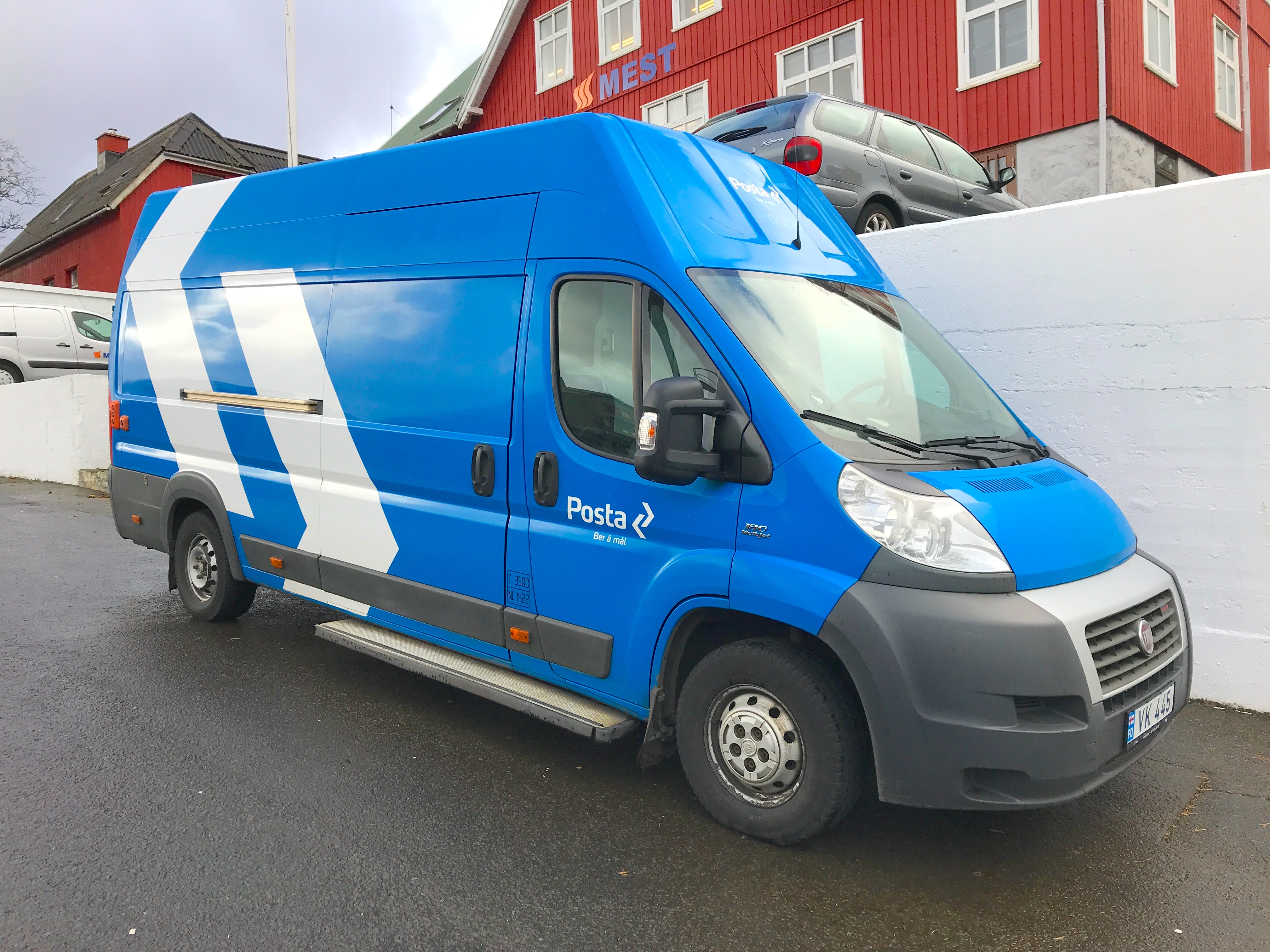
Zustellfahrzeug der färöischen Post aus dem Jahr 2018

2008 wurden vier PostSelv-Automaten an verschiedenen Orten aufgestellt. 2009 wurde der Dienst Posta Heima eingeführt, ein rollendes Postamt, das zu den Kunden kommt. Zusätzlich wurde mit den Geschäftsketten Samkeyp und Merko unter dem Namen "Posta Her" ein Kooperationsvertrag geschlossen. In diesen Geschäften können Briefmarken erworben, kleinere Postgeschäfte erledigt und Post zum Versand abgegeben werden. So blieb den Postämtern im Wesentlichen das immer geringer werdende Geldgeschäft sowie der Paketdienst.
Infolge dieser Entwicklung wurden mit Wirkung vom 31. Dezember 2010 die Postämter in Eiði, Fuglafjørður, Gøta, Hvalba, Kollafjørður, Leirvík, Sandavágur, Skopun, Strendur, Sørvágur, Toftir, Vágur und Vestmanna geschlossen. Am 1. Januar 2011 existierten folgende Postämter mit Tagesstempel: Tórshavn, Kirkja, Klaksvík, Miðvágur, Mykines, Nólsoy, Oyri, Sandur, Saltangará, Skúvoy, Svínoy und Tvøroyri, zudem Annahmestellen in Hattarvík und Skopun. Registriernummern für Einschreibebriefe gab es lediglich in Tórshavn, Klaksvík, Miðvágur, Sandur, Saltangará und Tvøroyri. In Tórshavn, Klaksvík und Saltangará wurde ein Rollenstempel und in Tórshavn zusätzlich ein Maschinenstempel verwendet.

## Postämter

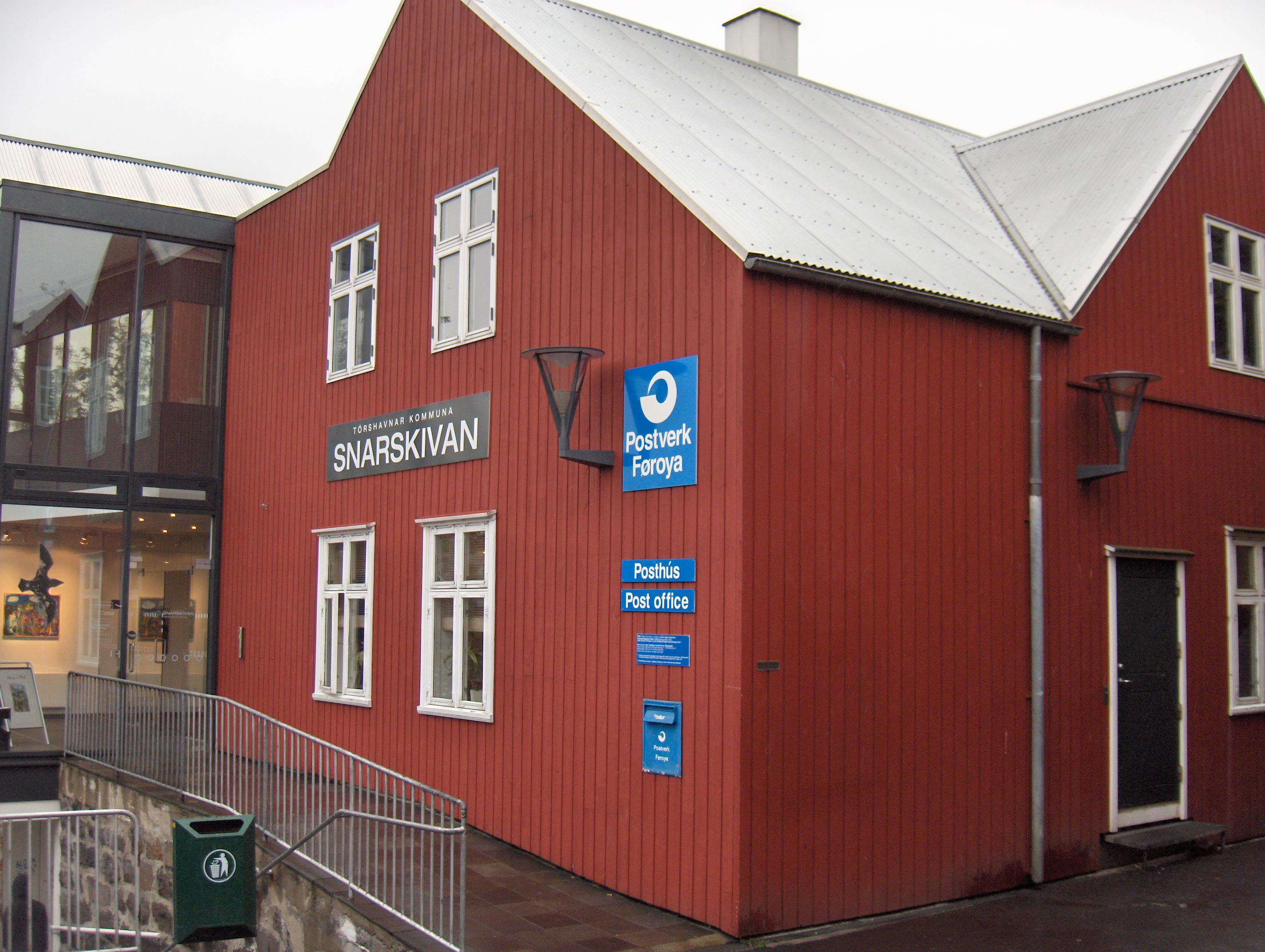
Postamt in Tórshavn aus dem Jahr 2006

Im Herbst 2016 bestanden in folgenden Orten auf den Färöern feste Postämter (posthús): Tórshavn, Nólsoy, Klaksvík, Kirkja, Hattarvík, Svínoy, Flughafen Vágar, Mykines, Oyrarbakki, Saltangará, Sandur, Skúvoy, Hestur, Tvøroyri.
Das am 30. März 2015 eröffnete Postamt am Flughafen Vágar wurde am 13. Juni 2025 geschlossen.
Postleitzahlenverzeichnis siehe: Liste der Städte und Orte auf den Färöern

## Briefkästen

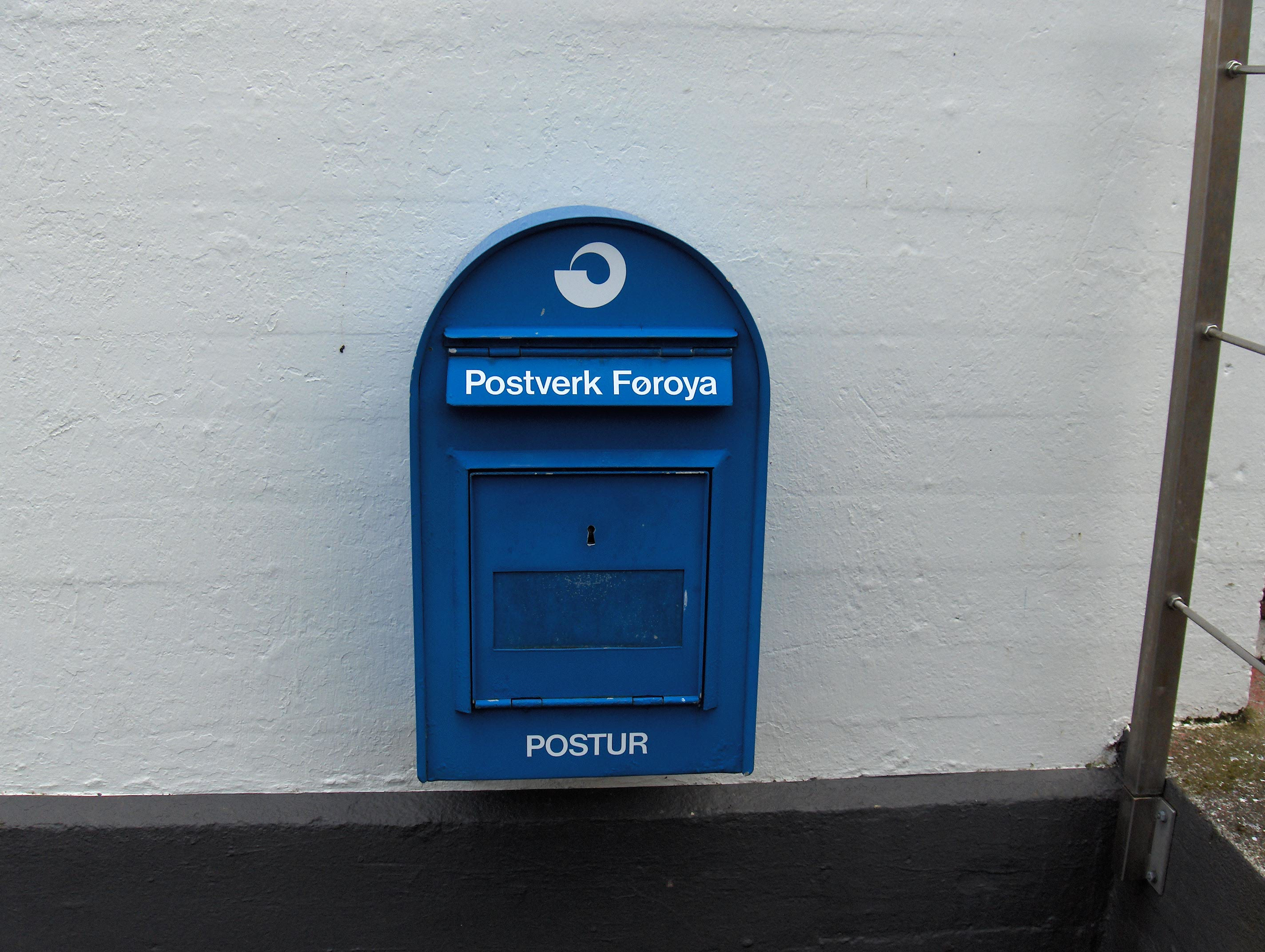
Briefkasten in Funningur

Postverk Føroya ist die Aufschrift auf den färöischen Briefkästen, die in einem leuchtenden Blau gehalten sind. Als die Färöer postalisch noch von Dänemark betreut wurden, waren sie – wie im Mutterland üblich – rot.

## Briefmarken
International bekannt ist das Posta durch seine Herausgabe von Briefmarken. Sie stellen einen wichtigen Exportartikel des rauen Nordatlantik-Archipels dar und bieten einen sehr umfassenden landeskundlichen Einblick in die Welt der Färinger, zumal die meisten Briefmarkenausgaben der färöischen Post sowohl auf Deutsch, Dänisch, Englisch und Französisch beschrieben werden.